# Campo nell'Elba

Vị trí xã Campo nell'Elba

Campo nell'Elba là một xã lâu đời nhất trên đảo Elba, tỉnh Livorno ở vùng Toscana, có khoảng cách khoảng 140 km về phía tây nam của Firenze và khoảng 90 km về phía nam của Livorno. Tại thời điểm ngày 31 tháng 12 năm 2004, xã này có dân số 4.292 người và diện tích là 55,6 km² là xã lớn nhất đảo.
Xã Campo nell'Elba bao gồm các làng miền núi San Piero in Campo và Sant'Ilario, và La Pila bên trong đất liền và các làng ven biển như Cavoli, Seccheto, Fetovaia và Marina di Campo, mà cũng là làng chính của xã, ngoài ra còn có đảo Pianosa. Xã nằm ở phía Tây Nam của Elba. Các xã lân cận là Capoliveri, Marciana và Portoferraio.